# Els Campets (Rivert)
Els Campets és un paratge del terme municipal de Conca de Dalt, a l'antic terme de Toralla i Serradell, al Pallars Jussà, en territori del poble de Rivert.
Està situat al sud-est de Rivert, a prop i a l'esquerra del barranc de Rivert, al sud de la Llau de la Mola i al nord-oest de Serboixos i al nord de l'Ínsula.